# Big Bear Lake (miasto)

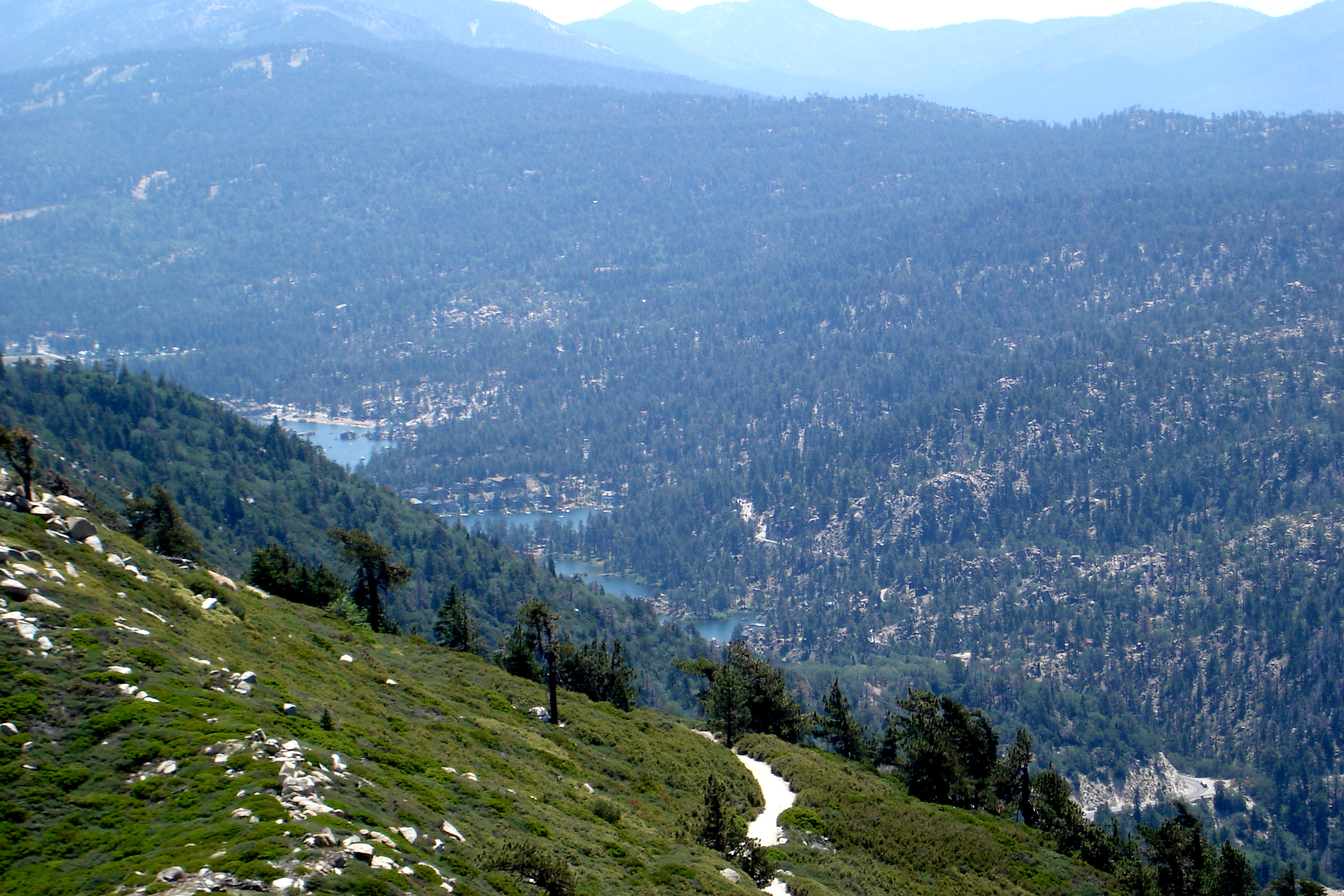
Dolina Big Bear Valley

Big Bear Lake – miasto położone w południowo-zachodniej części hrabstwa San Bernardino w stanie Kalifornia w Stanach Zjednoczonych.
Ośrodek narciarski i wypoczynkowy znajdujący się w górach San Bernardino 40 km (25 mil) na północny wschód od stolicy hrabstwa.